# Sankt Jakob in Defereggen
Sankt Jakob in Defereggen è un comune austriaco di 866 abitanti nel distretto di Lienz, in Tirolo.

## Geografia fisica
Il paese è immerso nel Parco nazionale Alti Tauri, nella valle Defereggental nel Tirolo orientale. Qui si estende anche il bosco di cembri più esteso delle Alpi Orientali.
Il corso d'acqua principale del paese è lo Schwarzach i cui principali affluenti sono l'Erslbach (che dà il nome a una frazione) e il Trojerbach. Vicino al passo Stalle si trova un lago, l'Obersee ("Lago superiore"), le cui acque si originano dallo scioglimento delle nevi locali.

## Monumenti e luoghi d'interesse
Nel centro di Sankt Jakob si sono preservati alcuni edifici in pietra che risalgono al periodo dei minatori, come la Barmer Haus. Un'opera esemplare dello stile gotico nel Tirolo è la chiesa filiale di San Leonardo (Filialkirche Sankt Leonhard) che risale al XV secolo. All'interno è ornata di affreschi di Michael Pacher.

## Cultura

### Musei
Nel paese è presente un piccolo museo in cui sono collocati alcuni reperti medievali e romani (provenienti anche dal comune di Sankt Veit in Defereggen), alcuni testi, i resti di una imbarcazione dell'Età della pietra rinvenuta sulle sponde dell'Obersee; inoltre sono presenti resti di bombe che durante la Seconda guerra mondiale colpirono la zona, assieme a una mitragliatrice americana.

## Geografia antropica

### Suddivisioni amministrative
Il comune è composto, oltre che dal centro principale, anche dalle frazioni di Mariahilf (in cui si trova un importante santuario), Sankt Leonhard ed Erlsbach.

## Infrastrutture e trasporti
Dal capoluogo comunale partono due strade che raggiungono altrettanti valichi di confine con l'Italia: il passo Stalle, posto sulla strada carrozzabile che conduce alla valle di Anterselva, e il passo Gola, posto su una strada sterrata che conduce a Riva di Tures e, di qui, a Campo Tures.